# Linung Bulen II
Linung Bulen II is een bestuurslaag in het regentschap Aceh Tengah van de provincie Atjeh, Indonesië. Linung Bulen II telt 638 inwoners (volkstelling 2010).